# 杨仁和旧宅
杨仁和旧宅位于中国浙江省江山市廿八都镇大门弄4号，是一处江山市文物保护单位。
2000年6月21日，杨仁和旧宅公布为第四批江山市文物保护单位。